# Sergipana do Sertão do São Francisco (tiểu vùng)
Sergipana do Sertão do São Francisco là một tiểu vùng thuộc bang Sergipe, Brasil. Tiều vùng này có diện tích 5446 km², dân số năm 2007 là 134627 người.